# Beraba odettae
Beraba odettae är en skalbaggsart som beskrevs av Martins och Maria Helena M. Galileo 2008. Beraba odettae ingår i släktet Beraba och familjen långhorningar. Inga underarter finns listade.